# Заблаће (Чачак)
Заблаће је шумадијско насеље у Србији у долини Западног Поморавља у општини Чачак у Моравичком округу. Према попису из 2022. било је 1064 становника. До 1965. ово насеље је било седиште Општине Заблаће коју су чинила насељена места: Балуга (Трнавска) (тадашњи званични назив само Балуга), Бањица, Брезовица, Горичани, Јежевица, Качулице, Кукићи, Липница, Мршинци, Петница, Премећа, Рајац, Слатина, Вапа, Виљуша, Заблаће и Жаочани (тадашњи званични назив Заочани). После укидања општине подручје бивше општине је у целини ушло у састав општине Чачак.
Овде се налазе Родна кућа Владислава Петковића Диса, Железничка станица Заблаће, Запис липа у Трсинама (Заблаће) и Запис Јововића јабука (Заблаће), као и Црква Светог Архангела Гаврила и ОШ „Владисав Петковић Дис”.
Из овог места је био носилац Карађорђеве звезде Миљко Танасијевић.
- ОШ „Владисав Петковић Дис”
- Дом културе
- Спомен-чесма Миљку Танасијевићу
- Крајпуташи у порти

## Демографија
У насељу Заблаће живи 1000 пунолетних становника, а просечна старост становништва износи 42,0 година (39,5 код мушкараца и 44,6 код жена). У насељу има 392 домаћинства, а просечан број чланова по домаћинству је 3,13.
Ово насеље је великим делом насељено Србима (према попису из 2002. године).
|  |

| Демографија | Демографија | Демографија |
| Година      | Становника  | Становника  |
| ----------- | ----------- | ----------- |
| 1948.       | 1.010       |             |
| 1953.       | 1.037       |             |
| 1961.       | 1.052       |             |
| 1971.       | 1.081       |             |
| 1981.       | 1.251       |             |
| 1991.       | 1.276       | 1.264       |
| 2002.       | 1.226       | 1.245       |
| 2011.       | 1.170       |             |

| Етнички састав према попису из 2002.‍ | Етнички састав према попису из 2002.‍ | Етнички састав према попису из 2002.‍ | Етнички састав према попису из 2002.‍ | Етнички састав према попису из 2002.‍ |
| ------------------------------------ | ------------------------------------ | ------------------------------------ | ------------------------------------ | ------------------------------------ |
|                                      |                                      |                                      |                                      |                                      |
| Срби                                 | Срби                                 |                                      | 1.219                                | 99,42%                               |
| Црногорци                            | Црногорци                            |                                      | 3                                    | 0,24%                                |
| Словенци                             | Словенци                             |                                      | 1                                    | 0,08%                                |
| Македонци                            | Македонци                            |                                      | 1                                    | 0,08%                                |
| непознато                            | непознато                            |                                      | 2                                    | 0,16%                                |

| Година пописа     | 1948. | 1953. | 1961. | 1971. | 1981. | 1991. | 2002. |
| ----------------- | ----- | ----- | ----- | ----- | ----- | ----- | ----- |
| Број домаћинстава | 199   | 227   | 267   | 292   | 351   | 374   | 392   |

| Број чланова      | 1  | 2  | 3  | 4  | 5  | 6  | 7 | 8 | 9 | 10 и више | Просек |
| ----------------- | -- | -- | -- | -- | -- | -- | - | - | - | --------- | ------ |
| Број домаћинстава | 77 | 88 | 73 | 78 | 34 | 29 | 8 | 3 | 2 | 0         | 3,13   |

| Пол    | Укупно | Неожењен/Неудата | Ожењен/Удата | Удовац/Удовица | Разведен/Разведена | Непознато |
| ------ | ------ | ---------------- | ------------ | -------------- | ------------------ | --------- |
| Мушки  | 529    | 158              | 335          | 15             | 19                 | 2         |
| Женски | 516    | 62               | 335          | 97             | 19                 | 3         |
| УКУПНО | 1.045  | 220              | 670          | 112            | 38                 | 5         |

| Пол    | Укупно                    | Пољопривреда, лов и шумарство | Рибарство                            | Вађење руде и камена | Прерађивачка индустрија       |
| ------ | ------------------------- | ----------------------------- | ------------------------------------ | -------------------- | ----------------------------- |
| Мушки  | 314                       | 118                           | 0                                    | 2                    | 76                            |
| Женски | 176                       | 67                            | 0                                    | 0                    | 42                            |
| УКУПНО | 490                       | 185                           | 0                                    | 2                    | 118                           |
| Пол    | Производња и снабдевање   | Грађевинарство                | Трговина                             | Хотели и ресторани   | Саобраћај, складиштење и везе |
| Мушки  | 1                         | 31                            | 29                                   | 2                    | 13                            |
| Женски | 0                         | 2                             | 25                                   | 1                    | 4                             |
| УКУПНО | 1                         | 33                            | 54                                   | 3                    | 17                            |
| Пол    | Финансијско посредовање   | Некретнине                    | Државна управа и одбрана             | Образовање           | Здравствени и социјални рад   |
| Мушки  | 1                         | 1                             | 2                                    | 4                    | 1                             |
| Женски | 2                         | 1                             | 4                                    | 5                    | 10                            |
| УКУПНО | 3                         | 2                             | 6                                    | 9                    | 11                            |
| Пол    | Остале услужне активности | Приватна домаћинства          | Екстериторијалне организације и тела | Непознато            | Непознато                     |
| Мушки  | 4                         | 0                             | 0                                    | 29                   | 29                            |
| Женски | 2                         | 0                             | 0                                    | 11                   | 11                            |
| УКУПНО | 6                         | 0                             | 0                                    | 40                   | 40                            |